# لیندا اولویوس
لیندا اولویوس (انگلیسی: Linda Ulvaeus؛ زادهٔ ۲۳ فوریهٔ ۱۹۷۳) بازیگر، خواننده و نویسنده کودکان اهل سوئد است. وی از سال ۱۹۸۰ میلادی تاکنون مشغول فعالیت بوده است. وی فرزند ارشد آنگنیه‌تا فلتسکوگ و بیورن اولویوس است.
از فیلم‌هایی که وی در آن‌ها نقش داشته است، می‌توان به زیر خورشید اشاره نمود.